# Café Lumière
Café Lumière (珈琲時光 - Kōhī Jikō) è un film del 2003 diretto da Hou Hsiao-hsien.
Pellicola di produzione giapponese, con la quale il regista taiwanese Hsiao-hsien rende omaggio a Yasujirō Ozu, con diretti riferimenti al film Viaggio a Tokyo (1953).
È stato presentato in concorso alla 61ª Mostra internazionale d'arte cinematografica di Venezia.

## Trama
La scrittrice Yoko, appena rientrata a Tokyo da Taiwan, si reca alla libreria di Hajime, che conosce da molto tempo. In regalo al suo amico, fanatico delle ferrovie, ha portato un orologio da taschino appartenuto, 50 anni prima, ad un macchinista delle ferrovie di Taiwan. Nel contempo Yoko annuncia di essere incinta, ed Hajime - molto affezionato alla sua amica - resta scosso dalla notizia.
Yoko viene raggiunta dai genitori che le chiedono insistentemente notizie del padre del bambino: lei rivela che è uno degli studenti a cui insegnava il giapponese a Taiwan.
La protagonista si trova a dover prendere in considerazione i nuovi aspetti della sua vita, compresa la reazione della sua famiglia e l'esistenza del bambino che porta in grembo.

## Produzione
Per celebrare il centenario della nascita di Yasujiro Ozu, la Shochiku aveva commissionato tre episodi a tre registi diversi: ma dopo la rinuncia degli altri due, l'episodio di Hou (scritto da Chu Tien-wen) è diventato un lungometraggio. Il regista rende omaggio al maestro giapponese parlando di città e amori incompiuti; ma evita ogni confronto diretto, e per rifletter su che cosa è rimasto della famiglia tradizionale, mostra frammenti reticenti di vita quotidiana. Al tempo stesso cerca di scavare nei rapporti (storicamente tutt'altro che pacifici) tra Taiwan e Giappone. Il risultato è una pellicola composta da piccole sequenze e compiaciuto minimalismo.

## Accoglienza

### Critica
Rotten Tomatoes riporta che il 94% di 18 critici campionati ha dato le recensioni positive di film, che ha ottenuto una media di voto di 8.1 su 10.[3]
(Mariuccia Ciotta, il manifesto, 11 settembre 2004)
(Paolo D'Agostini, la Repubblica, 11 settembre 2004)

## Riconoscimenti
- Tulipano d'oro 2005 all'International Istanbul Film Festival